# Fotorreactivación
La fotorreactivación se trata de un proceso de reparación directa del ADN catalizado por una reacción enzimática, en la que dos dímeros de pirimidina unidos covalentemente (producto de una fotolesión previa), son monomerizados y restaurados tras ser expuestos a luz visible.
Este paradójico fenómeno de reparación, en el cual un tipo de radiación de longitud de onda determinada es utilizado como medio para restaurar un daño anterior ocasionado por el mismo mecanismo físico, se fundamenta en la implicación de las fotoliasas, que funcionan como catalizadores de la reacción que finalmente acaba deshaciendo los dímeros de pirimidina, y devolviendo la estructura de ADN a su conformación primaria de enlaces covalentes.

## Historia
Gracias al biólogo americano Albert Kelner, fue el primer mecanismo de reparación descubierto, concretamente en 1949, en los laboratorios Cold Spring Harbor, en Nueva York. Aunque los estudios de Kelner referentes a este campos los inició años antes en la Universidad Tecnológica de Delf.
Kelner alertó de la mejoría de los índices de supervivencia en muestras de Strptomyces Griseus expuestos a radiación UV que fueron sometidos a un tratamiento con luz visible.  En consecuencia a la primera radiación se produjeron dímeros de timina como productos de la lesión en el ADN.
Poco después, Renato Dubelcco observó el mismo proceso en E. Coli., mientras trabajaba como becario en el laboratorio de Salvador Luria. Tanto Luria como Dubelcco, atribuyeron el descubrimiento a Kelner.

## Lesiones en el ADN y fenómenos de reparación
El ADN puede sufrir diferentes tipos de lesiones relativas a procesos celulares endógenos o exógenos. Algunos ejemplos de lesiones son las siguientes:
1. Alteración de un único nucleótido.
2. Alteración de dos nucleótidos.
3. Roturas en la cadena.
4. Formación de dímeros de pirimidina: La radiación ultravioleta genera un cruzamiento entre la citosina y la timina, dando lugar a los dímeros de pirimidina.
Los tres tipos principales de mecanismos de reparación del ADN son la fotorreactivación, la reparación por escisión y la reparación por recombinación. La mayoría de procesos de reparación del ADN se basan en eliminar los nucleótidos dañados con sus residuos subyacentes y en sustituir la zona eliminada utilizando la información de la hebra complementaria.  En cambio, la fotorreactivación se basa en cambiar directamente las bases dañadas, sin necesidad de eliminarlas antes. Por esta razón se considera que la fotorreactivación es un proceso de reparación directo del ADN.

## Mecanismo de la reacción
Los dímeros de pirimidina son eliminados del ADN por un gran número de mecanismos llamados mecanismos de reparación del ADN. La fotorreactivación es uno de estos mecanismos. En este determinado proceso se corrigen los efectos dañinos provocados por radiaciones incidentes en el ADN con longitudes de onda pequeñas gracias a una posterior exposición de la zona afectada a radiaciones de mayor longitud de onda, en este caso de entre 300 y 500 nanómetros.
La enzima más usada en el proceso de la fotorreactivación es la fotoliasa, la cual no se puede encontrar en humanos u otros mamíferos placentarios, quienes en vez de usar el mecanismo de la fotorreactivación, dependen de procesos como los mecanismos de reparación por escisión de nucleótidos mucho menos eficientes. La reparación por fotorreactivación en el ADN humano se lleva a cabo gracias al criptocromo, una flavoproteína homóloga a la fotoliasa codificada por el gen CRY.

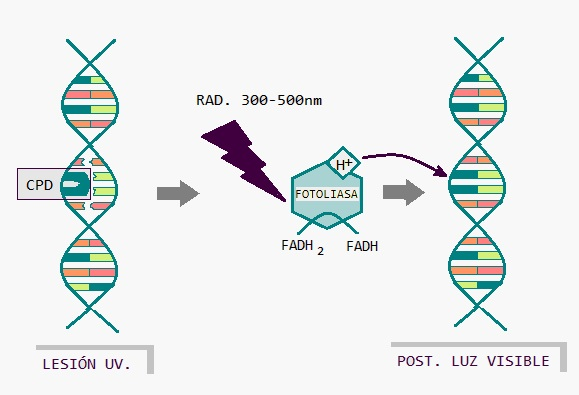
Figura: Ilustración del proceso de fotorreactivación enzimática. A la izquierda, formación de Dímero de Pirimidina Ciclobutano (CPD) como resultado del daño en ADN por radiación UV. A la derecha, resultado de la reversión de la lesión tras activación de la fotoliasa por radiación de longitud de onda correspondiente al espectro de luz visible, por la que utiliza un electrón para romper el CPD.

En los humanos, la reparación del daño en el ADN producido por las radiaciones ultravioletas puede llegar a demorarse hasta 36 horas, mientras que en otros organismos como por ejemplo, el alga llamada Anacystis nidulans, la reparación del ADN se puede realizar en tan solo 30 minutos.
La exposición del ADN a la radiación ultravioleta provoca la formación de dímeros de pirimidina ciclobutano (CPDs en inglés, que incluyen los dímeros de timina), un proceso de daño directo al ADN, donde dos bases adyacentes de dímeros de pirimidina son unidos por un enlace covalente. Como consecuencia el ADN no será replicado o transcrito y se producirán mutaciones en el sistema inmunitario.
La enzima fotoliasa se clasifica como una flavoenzima. Ésta contiene un dinucleótido de flavina adenina (FAD), una molécula que funciona como cofactor catalítico, y además está codificada por el gen phr del genoma de la bacteria E. Coli. La fotoliasa se une a dímeros de pirimidina en ausencia de radiación UV.
En el inicio de la fotorreactivación, la enzima fotoliasa utiliza luz para catalizar la reacción. La enzima fotoliasa después de ser irradiada por un fotón con una longitud de onda de entre 300-500 nm, dona un electrón al dímero de bases pirimidínicas, que inicia una reorganización atómica. Esta reorganización atómica corresponde a la escisión de los enlaces covalentes del anillo de ciclobutano del dímero de bases pirimidínicas. Cuando dichos enlaces de los dímeros se rompen, se restablecen las dos bases pirimidínicas.
Los dímeros más frecuentes en formar dicho enlace covalente son timina-timina, aunque también se pueden encontrar dímeros de timina-citosina y citosina-citosina.
La enzima fotoliasa contiene 2 cromóforos, uno de ellos es el dinucleótido flavina adenina (FAD) presente en su estado reducido. El otro puede variar dependiendo de la fotoliasa, siendo el 5-10-metiltetrahidrofolato o 8-Hidroxi-5-deazaflavina: NADPH oxidorreductasa.

## Estudios recientes
Se han observado los resultados de estudios recientes en DNA fotoliasa de E.Coli y otros sistemas modelo,  usando técnicas como el estado estacionario y flash photolysis, del tiempo resuelto de fluorescencia e imagen CIDNP las cuales fueron determinadas.
Se propuso un mecanismo para la reacción in vitro de la fotoliasa de ADN de E. coli que implica la fotorreducción del cofactor radical FAD seguida por la donación de electrones al dímero desde el estado aparejado excitado del FAD reducido.